# 劇団インスタント
劇団インスタントは、かつて吉本興業に所属していた演劇ユニット。

## メンバー
内場勝則（1960年8月22日 - ）
- 大阪府大阪市出身。

中野恵順（1960年10月2日 - ）
- 兵庫県宝塚市出身。

宮下竜広（1964年1月27日 - ）　
- 京都府京都市出身。

## 元メンバー
中川典久（1961年 - ）　
- 大阪府大阪市出身。NSC時代結成時メンバー

伊波健治（1960年 - ）　
- 兵庫県尼崎市出身。NSC時代結成時メンバー

濱根隆（1959年8月23日 - ）　
- 島根県隠岐郡出身。NSC時代結成時メンバー

野間秀昭（1962年 - ）　
- 兵庫県神戸市出身。NSC時代結成時メンバー

## 経歴
- 1982年、NSC1期生を中心に結成。卒業後1984年3月に京都花月上席「ポケットミュージカルス」（ハイヒールも出演）で劇場デビューする。その当時は吉本興業の専用劇場の花月三館（なんば花月・うめだ花月・京都花月）を中心に活躍し、NSC同期生ダウンタウン・トミーズ・ハイヒールと「ポケットミュージカルス」などで共演していた。
- ユニット末期の頃には個々に吉本新喜劇に出演していたが1985年7月に解散する。内場は翌月8月のなんば花月下席「吉本新喜劇 大阪恥めぐり」で正式な新喜劇団員として入団する。現在も内場は新喜劇で活躍している（中野・宮下の活動・消息は現在も不明である）。

## イベント/公演
- 1984年 
  - 3月『京都花月上席 ポケットミュージカルス』（京都花月）
…この出演が劇場デビューとなる。ハイヒールと共に出演。
  - 3月『京都花月中席 ポケットミュージカルス』（京都花月）
…ダウンタウンと共に出演。
  - 3月『京都花月下席 ポケットミュージカルス』（京都花月）
…丘光二・国分恵子（コメディNo.1の弟子）・赤木麻衣も出演。
  - 5月『京都花月上席 ポケットミュージカルス』（京都花月）
…マジック・中島・マブ（吉本に所属していた歌手）も出演。
  - 5月『京都花月中席 ポケットミュージカルス』（京都花月）
…カレッジ1と共に出演。
  - 5月『京都花月下席 ポケットミュージカルス』（京都花月）
…みき・ゆかりと共に出演。
  - 6月『なんば花月中席 新結成 劇団インスタント』（なんば花月）
  - 6月『うめだ花月上席 新結成 劇団インスタント』（うめだ花月）
  - 6月『京都花月特別興行 パラノキッズの冒険 京都の夏』（京都花月）
…ダウンタウンとの合同の特別企画。
  - 7月『京都花月特別興行 ナツナツ無印良品闇市』（京都花月）…
…トミーズ・ハイヒール・銀次・政二・ダウンタウン・ざっと31・大阪笑ルームなどが出演。
  - 12月『京都花月上席 ポケットミュージカルス』（京都花月）
  - 12月『京都花月中席 ポケットミュージカルス』（京都花月）
  - 12月『京都花月下席 ポケットミュージカルス』（京都花月）

- 1985年
  - 5月『うめだ花月下席 吉本新喜劇 ウスバカゲロウ』（うめだ花月）
…船場太郎主演の新喜劇に内場・宮下が出演。
  - 6月『うめだ花月中席 吉本新喜劇 オレは怒ったぞ』（うめだ花月）
…岡八郎主演の新喜劇に内場のみが出演。
  - 6月『京都花月上席 ポケットミュージカルス』（京都花月）
…マブと共に出演。
  - 7月『京都花月特別興行 DOGS 犬ですからキョートにでてみました』（京都花月）
…村上ショージ・未知やすえ・前田政二・おかけんた・ゆうた・ピンクダックなども出演。